# Граничар (Добричская область)
Граничар (болг. Граничар) — село в Болгарии. Находится в Добричской области, входит в общину Шабла. Население составляет 134 человека.

## Политическая ситуация
Кмет (мэр) общины Шабла — Красимир Любенов Крыстев (Граждане за европейское развитие Болгарии (ГЕРБ)) по результатам выборов.